# Motywowanie
Motywowanie – element zarządzania, który polega na takim wykorzystywaniu mechanizmów motywacji, by zapewniały zaangażowanie pracowników na rzecz sukcesu organizacji, zachęcały do podnoszenia kwalifikacji i dawały satysfakcję z pracy. Polega na wpływaniu na postawy i zachowania człowieka za pośrednictwem określonych bodźców.
System motywacyjny: system oddziaływań organizacji na uczestników, którego celem jest zachęcenie ich do podejmowania zachowań korzystnych oraz unikania zachowań niekorzystnych z punktu widzenia całości.
Podejście: 
- behawioryzm - czynniki zewnętrzne
- psychodynamiczne - wewnętrzne wyznaczniki (hierarchia potrzeb Maslowa)
- poznawcze - rola informacji

Motywowanie to „proces świadomego i celowego oddziaływania na motywy postępowania ludzi poprzez stwarzanie środków i możliwości realizacji ich systemów wartości i oczekiwań dla osiągnięcia celu motywującego”.(A. Kozdrój, 1990) 
Aby osiągnąć najlepsze efekty, unika się nadmiernej motywacji, która przez zwiększenie napięcia, wpływa na obniżenie skuteczności działania. O właściwym poziomie motywowania mówi prawo Bircha. (s. Borkowska) Według niego najbardziej skuteczna, pod względem osiąganych wyników, jest  motywacja średnia, gorsze wyniki są przy zastosowaniu motywacji zbyt słabej lub zbyt wysokiej.
Najpopularniejsze koncepcje motywacji to 
- teorie treści, kładące nacisk na czynniki wewnętrzne, powodujących, że człowiek postępuje w określony sposób
- teorie procesu, mówiące o tym w jaki sposób i za pomocą jakich celów konkretny człowiek jest motywowany.

Według G. H. Hofstede  (Reykowski, 1970), dla określonych grup pracowników, motywatorami są różne wartości oferowane im przez pracodawcę: 
- robotnicy zazwyczaj wybierają dobre warunki pracy, wyższe zarobki, pewność pracy, zdrowie, stosunki międzyludzkie
- pracownicy umysłowi preferują angażującą pracę, prestiż i status zawodowy, autonomiczność, możliwość wykorzystania swojego potencjału, szanse rozwoju i awansu
- dla kobiet ważne są wartości rodzinne, stosunki interpersonalne, poczucie bezpieczeństwa i stałość pracy, możliwość wzrostu zarobków.

Teoria oczekiwań podaje trzy podstawowe sposoby na zwiększenie motywacji u pracowników:
- zwiększenie oczekiwań, że w wyniku pracy nastąpi osiągnięcie celu. Główne działanie menadżera to przekonanie pracowników, że mogą osiągnąć zamierzone wyniki, w oparciu o posiadane kwalifikacje. Zwiększenie oczekiwań następować może przez szkolenie pracowników, podział zadań na podstawie kwalifikacji.
- zwiększenie instrumentalności wyniku, oznaczające podniesienie prawdopodobieństwa, że cel zostanie nagrodzony po jego osiągnięciu. Jeśli jednak nagroda jest dla pracownika nieatrakcyjna poziom motywacji nie wzrośnie, przeciwnie - ulegnie obniżeniu.
- zwiększenie wartości samych nagród. Menadżer powinien dobrze znać podległych mu pracowników i ich preferencje, aby stworzyć im szanse i możliwość uzyskania nagród uznawane przez nich za cenne.

Bodźce motywacyjne powinny mieć charakter zmienny, ponieważ zależą od niestałych aspektów funkcjonowania organizacji: od struktury organizacyjno–kwalifikacyjnej załogi, celów i zadań firmy, organizacji pracy czy technologii. Z tego powodu, aby utrzymać optymalny poziom motywowania, należy okresowo badać stopień oddziaływania określonych sposobów motywowania na pracowników.